# Bahía de Tepoca
La bahía de Tepoca es una bahía sobre el mar de Cortés en el estado de Sonora, México. La misma se ubica en el golfo de California, a unos 100 km al suroeste de la ciudad de Caborca. En su extremo norte se encuentra el Cabo de Tepoca, el cual penetra en el mar por unos 3 km, a unos 4 km de la bahía hacia el norte se encuentra el Puerto Lobos.
La bahía es mayormente una llanura arenosa de poca elevación, aunque en algunos sectores la costa posee algunos afloramientos rocosos. 
En esta zona, previo a la llegada de los españoles deambulaba por la zona elementos de la tribu Seri, que eran un grupo de cazadores y recolectores. Grupo de ellos acampaban en la costa del mar y en las islas costeras y eran básicamente pescadores, cazadores de tortugas, y también atrapaban aves tales como pelícanos y recolectaban sus huevos. Otros miembros de la tribu recolectaban alimentos en las zonas tierra adentro de Sonora.
Entre las especies de tortugas que habitan el golfo de California se cuentan la tortuga golfina (Lepidochelys olivacea), tortuga siete filos (Dermochelys coriacea), tortuga jabalina (Caretta caretta), tortuga carey (Eretmochelys imbricata) y la tortuga prieta (Chelonia mydas). En cuanto a aves se pueden observar gaviotas (Larus), pelícano pardo (Pelecanus occidentalis),  pardela (Puffinus), golondrina de mar (Sterna), fragata común (Fregata magnificens).